# Aleksander Pacho
Aleksander Edward Pacho, nazwisko rodowe Kachan (ur. 3 kwietnia 1912 w Warszawie, zm. 26 sierpnia 1971 tamże) – polski działacz państwowy i partyjny, lekarz, podsekretarz stanu w resortach związanych ze zdrowiem (1956–1961).

## Życiorys
Syn Jakuba i Leonii. W latach 1931–1937 studiował na Wydziale Lekarskim Uniwersytetu Warszawskiego. Następnie odbywał służbę wojskową w Szkole Podchorążych Sanitarnych Rezerwy i pracował w Szpitalu pw. Przemienienia Pańskiego i Szpitalu na Czystem. W 1939 uczestniczył w wojnie obronnej. Powrócił do pracy w Szpitalu na Czystem, który służył jako placówka zakaźna dla ludności żydowskiej. Po likwidacji getta warszawskiego ukrywał się w Warszawie wraz z żoną i matką. Podczas powstania warszawskiego pod pseudonimem „Edward” służył w szpitalu polowym przy ul. Hożej 13. Po upadku powstania dostał się do Krakowa i następnie w okolice Nawojowej, gdzie współpracował z oddziałami partyzanckimi Batalionów Chłopskich „Lawiny” oraz udzielał pomocy medycznej oddziałom Armii Krajowej (Juliana Zubka ps. „Tatar”) i Armii Ludowej (pod dowództwem „Aloszy”).
W lutym 1945 powrócił do Warszawy, pracował w ambulatorium Państwowego Urzędu Samochodowego oraz jako kierownik sekcji szpitalnictwa w zarządzie miejskim Warszawy i szef Wydziału Zdrowia Publicznego miasta stołecznego Warszawy. Od marca 1945 działał w Polskiej Partii Robotniczej, przekształconej w Polską Zjednoczoną Partię Robotniczą. Był członkiem Komitetu Warszawskiego i członkiem egzekutywy Komitetu Dzielnicowego Warszawa-Wola PPR oraz delegatem na Zjazd Zjednoczeniowy PZPR. Od sierpnia 1956 podsekretarz stanu w Ministerstwie Zdrowia, po przekształceniu w Ministerstwo Zdrowia i Opieki Społecznej pełnił w nim tożsamą funkcję do maja 1961.
W latach 50. XX wieku Aleksander Pacho był inicjatorem budowy Szpitala Bielańskiego w Warszawie. Jako ówczesny kierownik Stołecznego Wydziału Zdrowia wmurował kamień węgielny pod jego budowę. Po otwarciu placówki w grudniu 1960 roku przez ponad dziesięć lat pełnił funkcję jej dyrektora.
Autor kilku książek, m.in. autobiografii Narodziny lekarza (1970) czy Organizacji służby zdrowia w PRL (1966). Pochowany na Cmentarzu Wojskowym na Powązkach w Warszawie.

## Odznaczenia
Odznaczony dwukrotnie Złotym Krzyżem Zasługi za zasługi w dziedzinie służby zdrowia (1954).